# 东站街道 (包头市)
东站街道，是中华人民共和国内蒙古自治区包头市东河区下辖的一个乡镇级行政单位。

## 行政区划
东站街道下辖以下地区：
公一街社区、西四街社区、南二街社区、南三街社区、公八街社区、西五街社区、西六街社区、站北路社区、西河路社区和西一社区。